# باریگندان
جشن باریگِندان از جشن‌های ارمنیان است که پیش از فرا رسیدن ایام روزه برگزار می‌شد. جشن مشابهی به نام برغندان توسط ایرانیان برگزار می‌شده که افزون بر تشابه اسمی، آداب و سنن برگزاری آن‌ها نیز شبیه هم است. برگزاری این‌گونه جشن‌ها بازگوکنندهٔ تأثیر فرهنگ و آداب و رسوم ایرانیان و ارمنیان بر یکدیگر است. این جشن پیش از فرارسیدن ایام روزه برگزار می‌شد و هر دو قوم جشن می‌گرفتند.

## در فرهنگ ایرانی
در روزگار پیشین، ایرانیان روزهای آخر ماه شعبان را که نزدیک شدن ماه رمضان را نوید می‌داد، با جشن و سرور سپری می‌کردند. مدت زمان برگزاری جشن برغندان هفت تا ده روز بود. هیچ یک از کتب فرهنگ فارسی به مراسمی که در جشن برغندان اجرا می‌شد، اشاره‌ای نکرده‌اند. دهخدا دربارهٔ جشن برغندان می‌نویسد:
برغندان، سنگ‌اندازان (صحاف الفرس)، کلوخ‌اندازان (یادداشت مؤلف) جشن و نشاطی را گویند که در ماه شعبان سبب نزدیک شدن ماه رمضان می‌کنند.
رمضان می‌رسد اینک دهم شعبان است
مِی بیارید و بنوشید که برغندان است
تو چه گویی در آخر شعبان

زده یک هفته طبل برغندان
دهخدا دربارهٔ سنگ‌انداز چنین توضیح داده‌است: «سنگ‌انداز (برق‌انداز) کلوخ‌انداز و آن جشن و سیر و گشتی باشد که دم آخر ماه شعبان کنند و آن را سنگ‌انداز گویند.»
علی‌اکبر نفیسی روز آخر ماه شعبان را کلوخ‌انداز نامیده و در فرهنگ نفیسی می‌نویسد: «برغندان، جشن و نشاطی که به‌واسطهٔ نزدیک شدن ماه رمضان در دههٔ آخر ماه شعبان بگیرند و نام روز آخر ماه شعبان کلوخ‌انداز گویند.»
فرهنگ عمید می‌نوسید: «برغندان، جشن و مهمانی و عیش و عشرتی که در روزهای آخر ماه شعبان کنند برقندان هم گفته‌اند. کلوخ‌انداز و کلوخ‌اندازان نیز می‌گویند. به معنی پایان ده روزه هم گفته‌اند.»
فرهنگ آنندراج می‌نویسد: «جشن و نشاطی را گویند که ماه شعبان به نزدیک آمدن رمضان کنند و به این معنی به جای حرف ثالث قاف هم آمده‌است.»

## در فرهنگ ارمنی
باریگندان به معنی زندگانی نیکو، سرور و شادمانی و فراوانی نعمت است. این جشن از جشن‌های پیش از مسیحیت ارمنستان است، و هم‌زمان با جشن ناواسارد برگزار می‌شد. در جشن باریگندان عامهٔ مردم شرکت می‌کردند. روحانیان کلیسای ارمنی، بدون توجه به مقام و درجهٔ یکدیگر، آزادانه به گفتگو می‌پرداختند و عقاید و اعمال بزرگان و رهبران خود را مورد انتقادهای شدید قرار می‌دادند. روحانیان لباس‌ها، کلاه‌ها، و چوب‌دستی‌هایی از کاغذ می‌ساختند و با گفتن عبارت انتقادی طنزآمیز سبب خنده و شادمانی مردم می‌شدند.
از ویژگی‌های باریگندان برقراری مساوات کامل میان طبقات مردم بود. در آن روزگار همگان آزادی کامل داشتند و اجازه داشتند بی‌پروا، از اعمال بزرگان و توانگران انتقاد کنند.
ارمنیان اکنون نیز در روز پیش از آغاز ایام روزهٔ بزرگ، جشن باریگندان را برگزار می‌کنند. کسانی که قصددارند روزه بگیرند در این شب سفرهٔ شام را رنگین‌تر و مفصل‌تر از شب‌های دیگر می‌گسترند و با اقوام و خویشان به جشن و سرور می‌پردازند.

## پهنهٔ برگزاری جشن
در شهر اراک، در روز جشن باریگندان جوانان ارمنی دسته‌ای راه می‌اندازند، هر یک از این جوانان لباسی برای خود فراهم می‌سازند و نقابی بر چهره می‌گذارند، طوری‌که شناخته نشوند. دو جوان که یکی لباس عروس و دیگری لباس داماد بر تن کرده، همراه دسته حرکت می‌کنند. آنان به منازل ارمنیان اراک می‌روند و به شادی و نشاط می‌پردازند. صاحبخانه از آنان پذیرایی می‌کند و چنانچه مایل باشد به باشگاه ارمنیان اراک کمک مالی می‌کند.
در تهران در منطقهٔ نارمک، کودکان ارمنی دسته‌ای تشکیل می‌دهند و به منازل ارمنیان نارمک می‌روند و به جشن و سرور می‌پردازند.
در جلفای اصفهان در باشگاه ارمنیان، بالماسکه ترتیب داده می‌شود و برخی از شرکت‌کنندگان از نقاب استفاده می‌کنند. کودکان ارمنی جلفا نیز برنامه‌هایی همانند جوانان اراک و تهران اجرا می‌کنند.
سال‌های متمادی است که در ایران جشن برغندان به هیچ وجه اجرا نمی‌شود.

## پی‌نوشت
1. 1 2 3 4 5 6 7 8 9 10  «جشن برغندان و باریگِندان»،  هویس.
2. ↑  «تاملی در شباهتها و تفاوت‌های باریگندان ارمنی و برغندان ایرانی». دهمین کنفرانس زبان‌و ادب فارسی، دانشگاه محقق اردبیلی،۱۳۹۴.